# Dolomedes mendigoetmopasi
Dolomedes mendigoetmopasi är en spindelart som beskrevs av Alberto Barrion 1995. Dolomedes mendigoetmopasi ingår i släktet Dolomedes och familjen vårdnätsspindlar.
Artens utbredningsområde är Filippinerna. Inga underarter finns listade i Catalogue of Life.